# Hekimoğlu
Hekimoğlu es una serie de televisión turca, escrita por Banu Kiremitçi Bozkurt, dirigida por Hülya Gezer y protagonizada por Timuçin Esen. Fue estrenada el 17 de diciembre de 2019. Se trata de una adaptación de la serie de televisión estadounidense House MD.  El rodaje de la serie se llevó a cabo en el Hospital Universitario Okan de Tuzla, Estambul.

## Sinopsis
Ateş Hekimoğlu (Timuçin Esen) es un médico famoso especializado en enfermedades infecciosas y nefrología. Su departamento de diagnóstico lo conforma un equipo de doctores elegido por él, el cual está integrado por Mehmet Ali (Kaan Yıldırım), Zeynep (Damla Colbay) y Emre (Aytaç Şaşmaz). 

## Reparto

### Personajes principales
- Ateş Hekimoğlu (Timuçin Esen): es un reconocido médico de profesión, especializado en enfermedades infecciosas y nefrología. El personaje resuelve casos médicos del desde una perspectiva diferente con su extraordinaria mente.
- Orhan Yavuz (Okan Yalabık): es un especialista en oncología, y el único amigo de Hekimoğlu. Se conocen desde la universidad y respeta todo lo que ha logrado.
- İpek Tekin (Ebru Özkan): es una endocrinóloga y directora del hospital. Al igual que Orhan, conoce a Hekimoğlu desde la universidad.
- Mehmet Ali Çağlar (Kaan Yıldırım): es un neurólogo y miembro del equipo de Hekimoğlu. Se le conoce como "Memoli" o "Dolapdereli".
- Emre Acar (Aytaç Şaşmaz): Es miembro del equipo de Hekimoğlu, es intensivista y especialista en cardiología.
- Zeynep Can (Damla Colbay): es una inmunóloga y miembro del equipo de Hekimoğlu.
- Selin Kurt (Belçim Bilgin): es una abogada y exesposa de Ateş Hekimoğlu.
- Vahap Ergün (Güven Kıraç): es el presidente de la junta directiva del hospital. No se lleva bien con İpek, y más tarde abandona el centro, tras dimitir a su cargo.

### Personajes secundarios
- Alya (Esra Eron)
- Muzaffer (Muhammed Dede)

## Temporadas
| Temporada | Temporada | Episodios | Rango de episodios | Emisión original        | Emisión original    |
| Temporada | Temporada | Episodios | Rango de episodios | Inicio                  | Final               |
| --------- | --------- | --------- | ------------------ | ----------------------- | ------------------- |
|           | 1         | 14        | 1 - 14             | 17 de diciembre de 2019 | 7 de abril de 2020  |
|           | 2         | 37        | 15 - 51            | 1 de septiembre de 2020 | 25 de junio de 2021 |